# Neubrunn (Bavière)
Pour les articles homonymes, voir Neubrunn.
Neubrunn est une commune de Bavière (Allemagne), située dans l'arrondissement de Wurtzbourg, dans le district de Basse-Franconie.